# Beleymas
Beleymas település Franciaországban, Dordogne megyében. Lakosainak száma 281 fő (2022. január 1.). Beleymas Saint-Hilaire-d’Estissac, Villamblard, Église-Neuve-d’Issac, Issac, Montagnac-la-Crempse és Eyraud-Crempse-Maurens községekkel határos.

## Népesség
A település népességének változása:
| Lakosok száma | 207  | 215  | 206  | 241  | 274  | 279  | 274  | 273  | 272  | 281  |
|               | 1968 | 1982 | 1990 | 2006 | 2013 | 2015 | 2017 | 2019 | 2020 | 2022 |